# Аранджо-Руис, Винченцо
Винченцо Аранджо-Руис (итал. Vincenzo Arangio-Ruiz; 7 мая 1884, Неаполь, Королевство Италия — 2 февраля 1964, Рим, Италия) — итальянский юрист и государственный деятель, министр юстиции (1944) и народного образования Италии (1944—1945).

## Биография
Родился в семье профессора конституционного права. Окончил юридический факультет Университета Модены, работал в Университете Перуджи, а затем — Кальяри, Мессины и Модены. В 1925 году он был в числе подписавших Манифест антифашистской интеллигенции Бенедетто Кроче. В должности профессора римского права на юридическом факультете Неаполитанского университета им. Фридриха II, с 1943 по 1945 год являлся деканом факультета. Впоследствии он преподавал в римском университете Сапиенца. Занимал антифашистские и либеральные позиции.
В апреле-июне 1944 года — министр юстиции, в 1944—1945 годах — министр народного образования Италии.
С 1947 по 1954 год также преподавал в Каирском университете и Александрийском университетах Египта.
Член Высшего совета по образованию (1948—1954), в 1951—1954 годах — его вице-президент. Президент Национальной академии деи Линчеи (1952—1958).
Наиболее важные научные труды: «История римского права» (1937) и «Институты римского права» (1957).
С 1954 по 1962 год являлся президентом Национального союза по борьбе с неграмотностью и генеральным президентом Национального корпуса молодых итальянских исследователей (CNGEI). С 1961 года до конца жизни являлся президентом Итальянского общества истории права. С 1955 года также был президентом Общества Данте Алигьери.